# فلاديمير سميرنوف (دراج)
فلاديمير سميرنوف (بالليتوانية: Vladimiras Smirnovas)‏ هو دراج ليتواني، ولد في 13 أبريل 1978 في كلايبيدا في ليتوانيا.

## وصلات خارجية
- فلاديمير سميرنوف على موقع الاتحاد الدولي للدراجات (الإنجليزية)
- فلاديمير سميرنوف على موقع أرشيف الدراجات (الإنجليزية)
- فلاديمير سميرنوف على موقع إحصائيات الدراجات الإحترافية (الإنجليزية)
- فلاديمير سميرنوف على موقع نسبة الدراجات (الإنجليزية)
- فلاديمير سميرنوف على موقع CycleBase (الإنجليزية)